# Milo Twomey
Milo Twomey (York, 1º maggio 1971) è un attore, doppiatore e conduttore radiofonico inglese.
In Italia è conosciuto per la sua interpretazione nella serie televisiva My Spy Family; ha inoltre preso parte a Band of Brothers - Fratelli al fronte e a Holby City.

## Filmografia

### Cinema
- The Jolly Boys' Last Stand, regia di Christopher Payne (2000)
- Thespian X, regia di Gerald McMorrow (cortometraggio, 2002)
- Second Guest, regia di Dan Turner (2008)

### Televisione
- Silent Witness – serie TV, 8 episodi (1996)
- Holding the Baby– serie TV, 1 episodio (1997)
- Animal Ark – serie TV, 1 episodio (1997)
- The Bill – serie TV, 4 episodi (1997-2003)
- Slap! - Love, Lies and Lipstick – serie TV, 1 episodio (1998)
- Liverpool 1 – serie TV, 3 episodi (1998)
- Casualty – serie TV, 3 episodi (1999-2011)
- Band of Brothers - Fratelli al fronte  (Band of Brothers) – serie TV, 1 episodio (2001)
- Doctors  – serie TV, 13 episodi (2002)
- Bad Girls – serie TV, 1 episodio (2004)
- Holby City – serie TV, 2 episodi (2004-2007)
- The Golden Hour – serie TV, 1 episodio (2005)
- Trial & Retribution – serie TV, 2 episodi (2005)
- My Spy Family – serie TV, 10 episodi (2007-2009)
- Free Rein - serie TV (2017)
- Safe - serie TV (2018)

## Doppiatori italiani
Nelle versioni in italiano delle opere in cui ha recitato, Milo Twomey è stato doppiato da:
- Danilo De Girolamo in My Spy Family
- Raffaele Proietti in Free Rein
- Fabrizio Russotto in Marcella